# 로렌 랜던

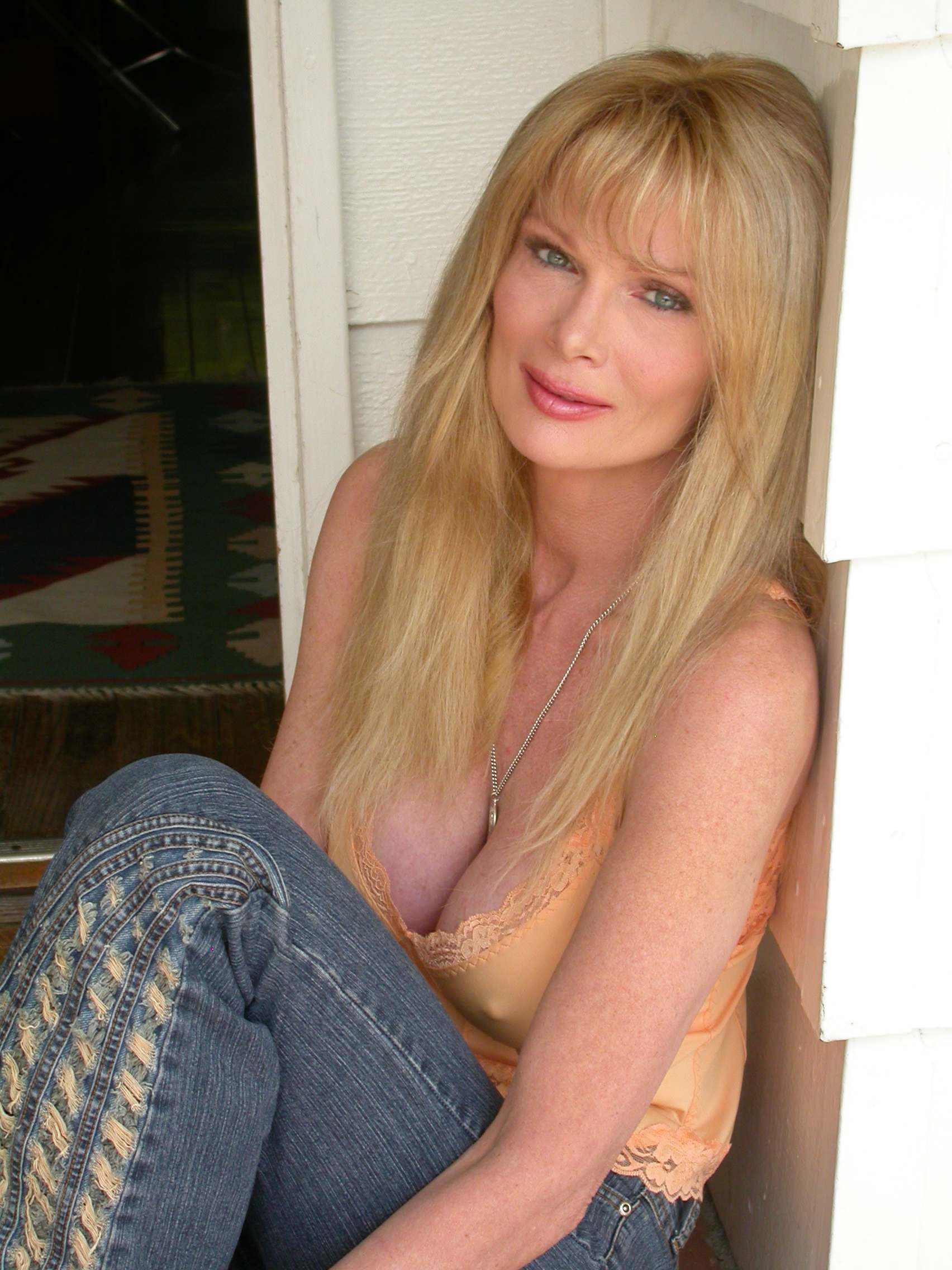

로린 랜던(Laurene Landon, 영어 발음: /lɔːˈriːn/, 1957년 3월 17일 ~ )은 미국의 배우이다.
토론토에서 태어났다.

## 영화
- 스카이 (2015년)
- 마스터즈 오브 호러 에피소드 11 - 지옥행 히치하이커 (2006년)
- 에이 티 엘 (2006년)
- 코델 (1990년)
- 앰브런스 (1990년)
- 사악한 입맞춤 (1989년)
- 엽살경찰 (1988년)
- 금단의 섬 (1987년)
- 암드 레스폰즈 (1986년)
- 제3의 공포 (1985년)
- 에어플레인 2 (1982년)
- 아이 더 쥬리 (1982년)
- 풀 문 하이 (1981년)
- 캘리포니아 돌스 (1981년) - 몰리 역
- 롤러 부기 (1979년)